# Alberic I de Spoleto
Alberic I (d.c. 925) a fost duce longobard de Spoleto, începându-și domnia între 896 și 900 și încheind-o cândva după 920.

## Biografie
La început Alberic apare consemnat ca paj al ducelui Guy al III-lea de Spoleto în Bătălia de la Trebbia din 889. În continuare Alberic a devenit conte de Fermo sau margraf de Camerino, după care a succedat ca duce de Spoleto după asasinarea ducelui Guy al IV-lea.
Alberic a fost recunoscut imediat de către regele Berengar I de Italia, cu care luptase alături în 899 sau 900 pentru respingerea unei invazii a maghiarilor. Alberic s-a aliat cu vecinul său, margraful Adalbert al II-lea de Toscana, împotriva papei Sergiu al III-lea. Cu această ocazie, cei doi aliați au blocat drumul către Roma, pentru a preveni încoronarea ca împărat a lui Berengar din 906 sau 907. Alianța sa cu familia Crescentii din Tusculum s-a dovedit a fi avantajoasă. Ca urmare a căsătoriei sale cu Marozia, fiică a senatoarei Theodora cu contele Teofilact I de Tusculum, Alberic a primit titlul de "patrician al romanilor" (patricius Romanorum).
Alberic a fost unul dintre conducătorii ligii creștine care i-a înfrânt pe sarazini în bătălia de la Garigliano din iunie 915. El și-a condus trupele din Spoleto și Camerino, împreună cu Teofilact de Tusculum, raliindu-le celor ale papei Ioan al X-lea: contingentul din Latium și cele ale lui Adalbert de Toscana. Armata astfel constituită, s-a alăturat celei pregătite în sudul Italiei de către strategos-ul bizantin Nicolae Picingli din Bari compusă din forțele bizantine (Ioan I și Docibilis al II-lea din Ducatul de Gaeta, Grigore al IV-lea și Ioan al II-lea de Neapole din Ducatul de Neapole) și cele ale formațiunilor longobarde din sud (Guaimar al II-lea din Principatul de Salerno, Landulf I din Ducatul de Benevento, Atenulf al II-lea din Principatul de Capua). Regele Berengar însuși a trimis un contingent din regiunea Marche. Ca urmare a victoriei obțținute în bătălie, Alberic a fost numit „consul al romanilor” în 917.
Dar Alberic a devenit un fel de tiran la Roma, iar populația și papa l-au expulzat. Imediat după aceea, el a fost asasinat în Orte între 924 și 926 probabil și ca urmare a faptului că se sprijinea pe jefuitorii maghiari care îl sprijineau la putere.
Datele asupra căderii sale sunt la fel de incerte ca și cele ale ridicării sale. El apare pentru ultima dată într-un document databil în 917, așa-numitul Liber largitorius emis pentru abația din Farfa.

## Descendenți
Împreună cu Marozia, Alberic a avut trei sau patru fii:
- Alberic, care va deveni principe de Roma
- Constantin (d. după 14 ianuarie 945)
- Sergiu, episcop de Nepi (d. înainte de 963)
- și posibil și papa Ioan al XI-lea (deși multe surse îl consideră pe acesta ca fiu nelegitim al papei Sergiu al III-lea).